# Carlos Santana & Buddy Miles! Live!
Carlos Santana & Buddy Miles! Live! je album v živo Carlosa Santane in Buddyja Milesa, ki je izšel leta 1972. Album je bil posnet 1. januarja 1972 na koncertu Santane in Milesa na festivalu The Sunshine '72 Festival v kraterju Diamond Head na Havajih. Album je dosegel zlat certifikat.

## Seznam skladb
| Stran 1 | Stran 1           | Stran 1                | Stran 1 |
| Št.     | Naslov            | Pisec                  | Dolžina |
| ------- | ----------------- | ---------------------- | ------- |
| 1.      | „Marbles‟         | John McLaughlin        | 4:18    |
| 2.      | „Lava‟            | Buddy Miles            | 2:10    |
| 3.      | „Evil Ways‟       | Clarence "Sonny" Henry | 6:36    |
| 4.      | „Faith Interlude‟ | Miles, Carlos Santana  | 2:13    |
| 5.      | „Them Changes‟    | Miles                  | 5:50    |

| Stran 2 | Stran 2                     | Stran 2                                  | Stran 2 |
| Št.     | Naslov                      | Pisec                                    | Dolžina |
| ------- | --------------------------- | ---------------------------------------- | ------- |
| 1.      | „Free form Funkafide Filth‟ | Greg Errico, Ron Johnson, Miles, Santana | 24:54   |

## Glasbeniki
- Buddy Miles – vokali, bobni, tolkala, konge
- Carlos Santana – kitara, vokali
- Neal Schon – kitara
- Bob Hogins – orgle, električni klavir
- Ron Johnson – bas kitara
- Greg Errico – bobni
- Richard Clark – bobni, tolkala, konge
- Coke Escovedo – bobni, tolkala, timbales
- Mike Carabello – tolkala, konge
- Mingo Lewis – tolkala
- Victor Pantoja – tolkala, konge
- Hadley Caliman – flavta, saksofon
- Luis Gasca – trobenta

## Lestvice
| Leto | Lestvica              | Mesto |
| ---- | --------------------- | ----- |
| 1972 | Billboard 200         | 8     |
| 1972 | Billboard R&B Albums  | 6     |
| 1972 | Billboard Jazz Albums | 11    |